# دوش (بناجوي الشمالي)
دوش (بالفارسية: دوش) هي مستوطنة تقع في إيران في قسم بناجوي الشمالي الريفي. يقدر عدد سكانها بـ 924 نسمة .